# Église de la Sainte-Trinité de Brza Palanka
Pour les articles homonymes, voir Église de la Sainte-Trinité.
L'église de la Sainte-Trinité de Brza Palanka (en serbe cyrillique : Црква Св. Тројице у Брзој Паланци ; en serbe latin : Crkva Sv. Trojice u Brzoj Palanci) est une église orthodoxe serbe serbe située à Brza Palanka, dans la municipalité de Kladovo et dans le district de Bor en Serbie. Elle est inscrite sur la liste des monuments culturels protégés de la république de Serbie (identifiant no SK 286).